# Hala Olivia
Hala widowiskowo-sportowa Olivia – pierwsza na Pomorzu hala z lodowiskiem. Usytuowana jest w Gdańsku-Oliwie przy skrzyżowaniu al. Grunwaldzkiej i ul. Bażyńskiego, w bezpośrednim sąsiedztwie Uniwersytetu Gdańskiego.

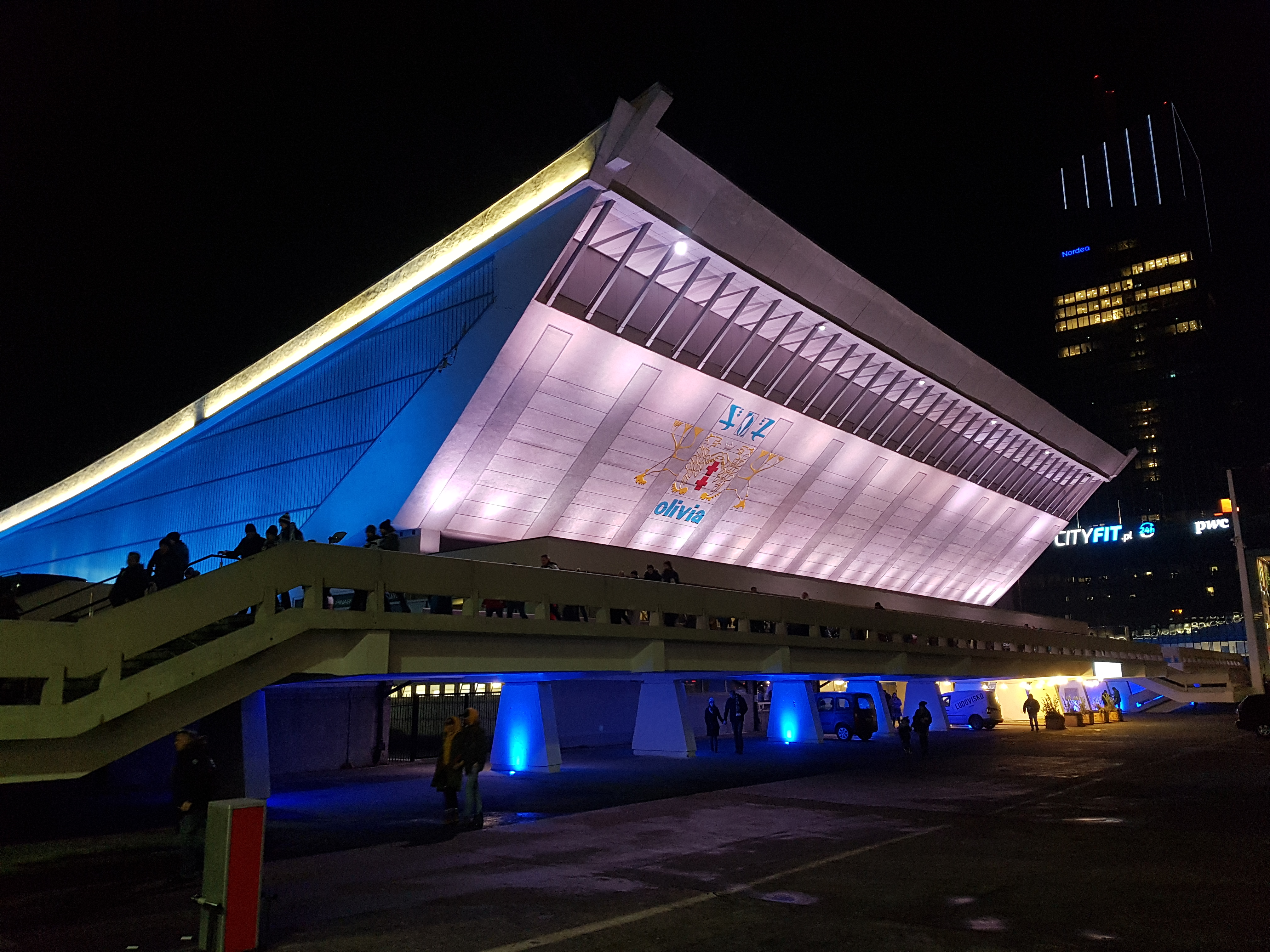
Oświetlenia Hali Olivia w technologii LED (od grudnia 2016)

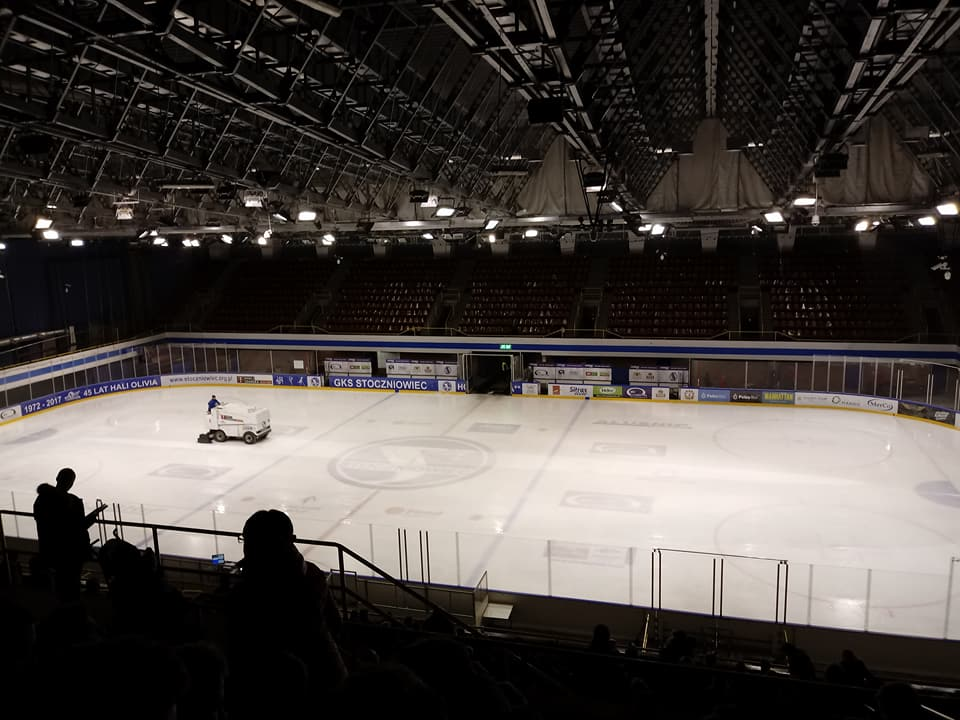
Hala Olivia podczas przerwy w meczu hokeja (2018)

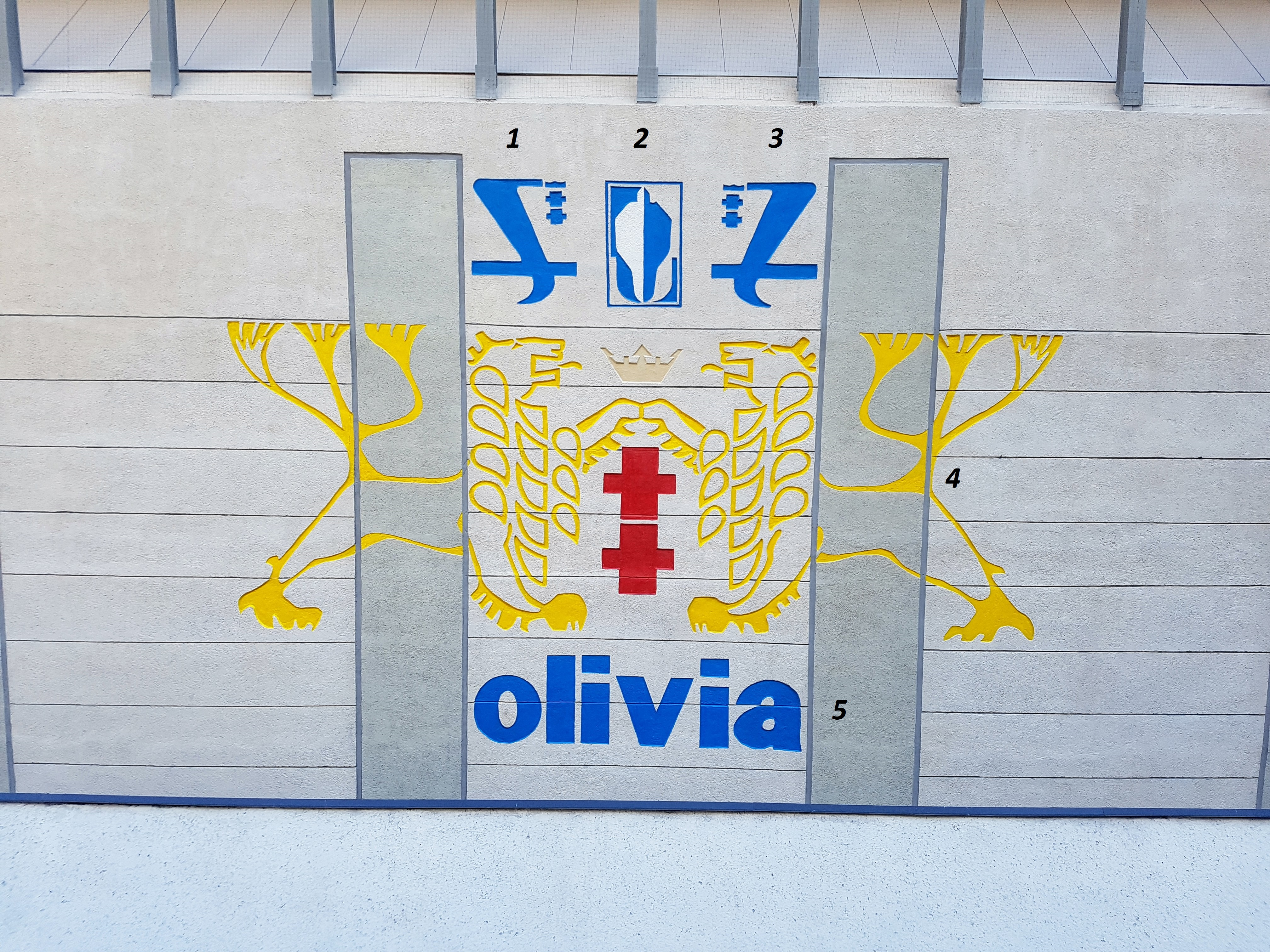
Emblematy na elewacji

## Historia
Obiekt zaprojektowany przez inżyniera prof. Stanisława Kusia, Macieja Krasińskiego i architekta prof. Macieja Gintowta został, po siedmiu latach budowy, przekazany do użytkowania 16 grudnia 1972 gdańskiemu klubowi hokeja na lodzie Stoczniowiec. Konstrukcja ma kubaturę 80 000 m³ i jest wysoka na 12 m. Składa się z dwóch krytych lodowisk na 3867 i 800 widzów. W dużej hali można organizować imprezy do 5500 osób (z możliwością zwiększenia do 6500). Budynek został zaprojektowany tak, aby przypominał łódź mierzącą się z falami morskimi.
Hala posiada zaplecze sportowo-rekreacyjne, hotelowe i gastronomiczne. Odbywają się w niej targi (Baltexpo – w lata nieparzyste, do czasu przeniesienia do AmberExpo), wystawy, koncerty, widowiska. Do większych imprez sportowych zaliczyć należy: Mistrzostwa Świata Dywizji I w hokeju na lodzie, walkę Dariusza Michalczewskiego czy I Przegląd Piosenki Prawdziwej „Zakazane Piosenki”. W hali odbywały się także Krajowe Zjazdy Delegatów NSZZ Solidarność oraz konwencja założycielska partii PO.  
Halę zamknięto od 11 do 28 grudnia 2007 z powodu groźby zawalenia się dachu, następnie dach przeszedł generalny remont, który zakończył się w listopadzie 2010. Pod koniec 2014 rozpoczął się generalny remont całego obiektu. W 2016 kosztem 22 mln zł przeprowadzono kolejny remont, w wyniku którego odnowiono elewację hali. Z fasady zostały usunięte reklamy. Obiekt odzyskał pierwotny wygląd z początku lat 70.

## Użytkownicy
- Hokej na lodzie
  - Stoczniowiec Gdańsk - w rozgrywkach Polskiej Ligi Hokejowej do 2011, w I lidze od 2017
  - Pomorski Klub Hokejowy 2014 - w rozgrywkach I ligi 2014-2016, w Polskiej Hokej Lidze w latach 2016 - 2020 (występował pod szyldem MH Automatyka Gdańsk i Lotos PKH Gdańsk)
- Łyżwiarstwo szybkie
- Łyżwiarstwo figurowe m.in. sekcja figurowa GKS Stoczniowiec, oraz Akademia Łyżwiarstwa Figurowego
- Łyżwiarstwo synchroniczne - klub SKF Iceskater którego zespół Ice Fire Junior jest kadrą narodową, klub Amber Ice Olivia Pani Teresy Weyna, oraz klub Ice Paradise
- Curling
- Siatkówka
- Szkółki
- Ślizgawki
- Hotel** Olivia[9]

W Hali rozgrywane są także zawody hokejowe, międzynarodowe zawody łyżwiarstwa synchronicznego Hevelius Cup, oraz zawody łyżwiarstwa figurowego w tym m.in. jedna z edycji Junior Grand Prix pod nazwą "Baltic Cup". 

## Emblematy
- 1 - logo "GKS Stoczniowiec" (Gdański Klub Sportowy Stoczniowiec)
- 2 - logo "Zjednoczenia Przemysłu Okrętowego"[10] (istniejącego w czasach PRL), zrzeszającego wszystkie przedsiębiorstwa związane z przemysłem okrętowym, stoczniowym i morskim (jednym z tych przedsiębiorstw była Stocznia Północna, która stała się zakładem patronackim dla klubu sportowego, który wówczas nosił nazwę "Robotniczy Klub Sportowy "Stoczniowiec" Gdańsk"[11]
- 3 - lustrzane odbicie loga "GKS Stoczniowiec" (Gdański Klub Sportowy Stoczniowiec)
- 4 - Herb Wielki Miasta Gdańska
- 5 - nazwa hali